# Champawat

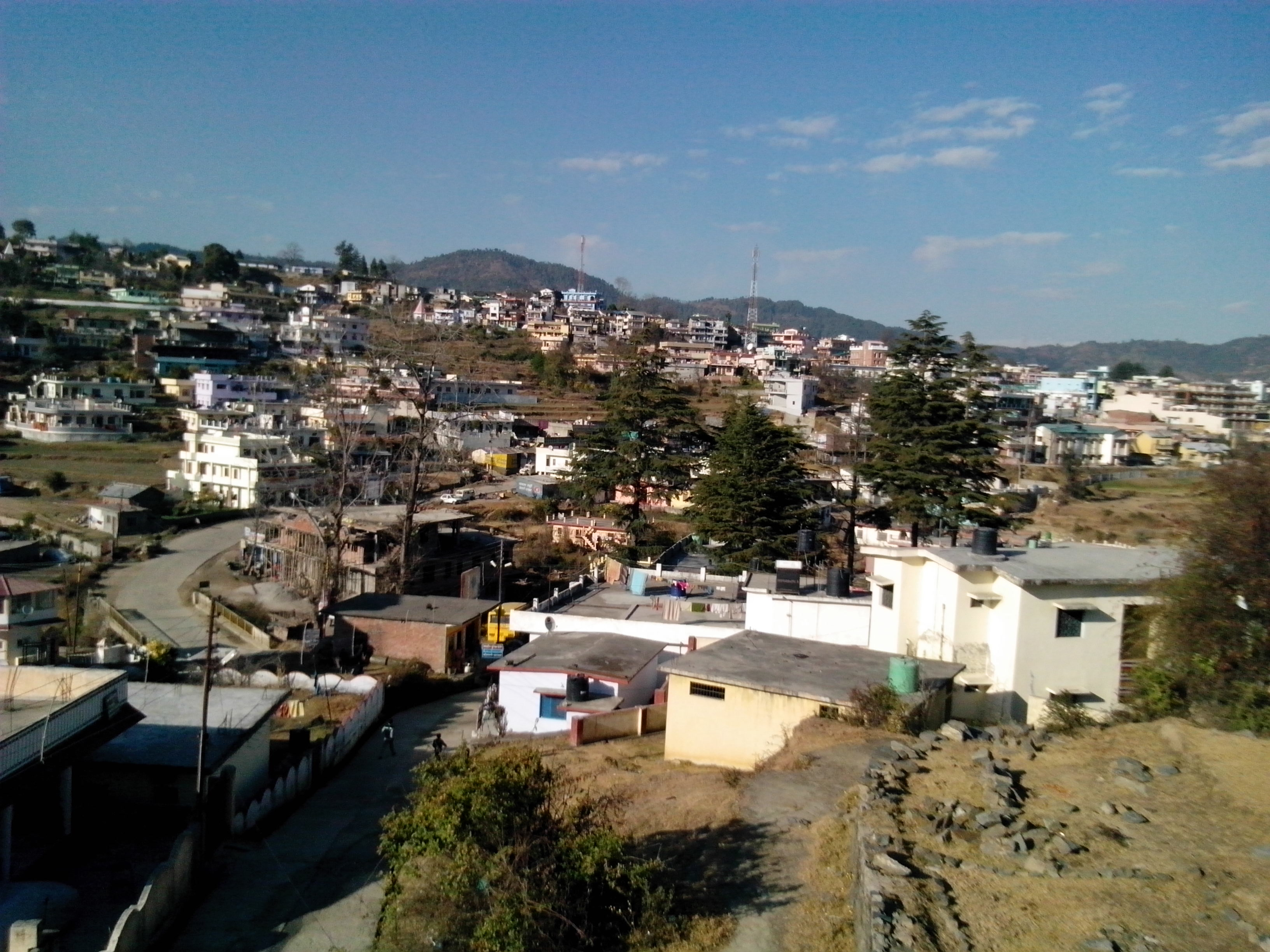
Panorama von Champawat

Champawat (Hindi चम्पावत) ist eine Kleinstadt im indischen Bundesstaat Uttarakhand.
Die Stadt ist Hauptstadt des Distrikts Champawat. Champawat hat den Status einer Nagar Panchayat. Die Stadt ist in 4 Wards gegliedert. Sie hatte am Stichtag der Volkszählung 2011 insgesamt 4801 Einwohner, von denen 2543 Männer und 2258 Frauen waren. Hindus bilden mit einem Anteil von ca. 95 % die größte Gruppe der Bevölkerung in der Stadt gefolgt von Muslimen mit ca. 5 %. Die Alphabetisierungsrate lag 2011 bei 95,91 %.
Champawat war früher die Hauptstadt der Herrscher der Chand-Dynastie von Kumaon. Der Baleshwar-Tempel wurde im 12. Jahrhundert von den Chand-Herrschern erbaut.